# Abekr
Abekr, es pequeño pueblo en el desierto de Kordofán del Norte, Sudán aproximadamente a 50 kilómetros al este de En Nahud.